# Stanisław Kazimierczyk

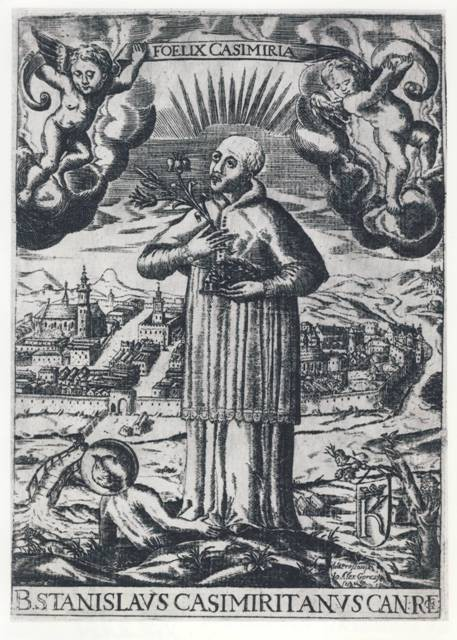
Stanisław Kazimierczyk (Stich von Jan Aleksander Gorczyn, 17. Jh.)

Stanisław Kazimierczyk (* 27. September 1433 in Kazimierz, heute Krakau; † 3. Mai 1489 ebenda), eigentlich Stanisław Sołtys, war ein polnischer römisch-katholischer Ordensgeistlicher, Pfarrer und Prediger. Am 17. Oktober 2010 wurde er von Papst Benedikt XVI. heiliggesprochen. 

## Leben
Stanisław wurde als Sohn eines Ratsherren von Kazimierz namens Maciej, der auch Sołtys (Scoltetus) genannt wurde, und dessen Frau Jadwiga geboren. Nachdem er seine Ausbildung an der Gemeindeschule der Krakauer Fronleichnams-Pfarrei abgeschlossen hatte, studierte er an der Akademie zu Krakau Theologie. Er trat der Kongregation der Laterankanoniker bei und wurde im Jahre 1456 ordiniert. 1462 erfolgte die Priesterweihe. In der Krakauer Fronleichnams-Gemeinde übte er die Funktionen eines Predigers, eines Novizenmeisters, Priors und Beichtvaters aus. 1466 erhielt er den Magistertitel in Philosophie, 1467 in Theologie. Stanisław war für seine Predigten bekannt, die er in deutscher und polnischer Sprache hielt.  Er verehrte die Leiden Christi und die heilige Eucharistie. Auch die Jungfrau Maria war wichtig für seine Spiritualität. Nach 33-jähriger Ordenszugehörigkeit verstarb Stanisław am 3. Mai 1489, der Legende nach während er im Kloster kniend betete. Auf seinen Wunsch wurde er im Eingangsbereich der Kirche der Fronleichnams-Gemeinde bestattet. Er sah dies als Ausdruck seiner Demut und Selbstentäußerung an, da er an seinem Begräbnisort „von allen Besuchern mit Füßen getreten“ werde.

## Verehrung, Selig- und Heiligsprechungsverfahren
Bereits zu Lebzeiten stand Stanisław im Ruf der Heiligkeit, da sein Verhalten bei den Gläubigen, ganz besonders bei den Armen und Kranken, Vertrauen erweckt hatte und viele sich an ihn mit der Bitte um Rat und Hilfe gewandt hatten. In einer Hagiographie über ihn hieß es: „...es wurde von ihm berichtet, dass er mild und sanftmütig sprach, aber trotzdem Gottesfurcht erweckte. Nicht immer lobte er, sondern benannte auch mutig sündiges Verhalten.“  Der polnische König Johann I. Albrecht führte seinen Sieg über die Tataren am 8. September 1487 auf den Segen Stanisławs zurück. Sein Grab wurde bei den Gläubigen zur Kultstätte. Bereits kurz nach seinem Tod wurde eine Liste erstellt, auf der 176 Gnadenerweise aufgeführt wurden, die der Fürsprache Stanisławs zugeschrieben wurden. Im Jahre 1632 wurden seine sterblichen Überreste aus seinem Grab unter dem Kirchenfußboden in einen prachtvollen Sarkophag umgebettet. Stanisław wurde zum Patron von Kazimierz und Reliquien von ihm wurden im Rathausturm aufbewahrt. Stanisław inspirierte Künstler im 16. und 17. Jahrhundert zu Gemälden und Votivbildern. Bekannt ist das Werk des polnischen Künstlers Łukasz Porębski aus dem Jahre 1619 (Imago visionis Servi Dei).
Bereits 1767 gab es die ersten Aktivitäten für eine Seligsprechung Stanisławs. Nach dem Zweiten Weltkrieg wurden diese Bemühungen intensiviert. 1969 las der damalige Erzbischof von Krakau, Kardinal Karol Wojtyła, während seines Besuches der Fronleichnams-Gemeinde vor dem Altar Stanisławs die Heilige Messe. Am 15. Dezember 1972 berief er eine Kommission ein, die Dokumente, welche für die Heiligkeit Stanisławs sprachen, sammeln sollte. Die Seligsprechung Stanisławs erfolgte durch Wojtyła, den nunmehrigen Papst Johannes Paul II., am 18. April 1993 auf dem Petersplatz in Rom. Er bestätigte den Kult Stanisławs mit den Worten: „Für viele war er ein Führer auf dem Weg des geistlichen Lebens.“
Am 19. Dezember 2009 unterschrieb Papst Benedikt XVI. das Dekret, welches das für eine Heiligsprechung durch die Fürsprache Stanisławs bewirkte Wunder bestätigte. Die Heiligsprechung durch Papst Benedikt XVI. erfolgte am 17. Oktober 2010 auf dem Petersplatz in Rom im Beisein des polnischen Staatspräsidenten Bronisław Komorowski. Der Gedenktag Stanisławs ist der 5. Mai.